# أندرياس دريسين
أندرياس دريسين (بالألمانية: Andreas Dresen) (و. 1963  م) هو مخرج أفلام، وكاتب سيناريو ألماني، ولد في غيرا.

## التعليم
تعلم في Konrad Wolf Film University of Babelsberg ‏.

## جوائز
حصل على جوائز منها:
- وسام الاستحقاق في براندنبورغ
- صليب وسام الاستحقاق من جمهورية ألمانيا الاتحادية.

## وصلات خارجية
- أندرياس دريسين على موقع IMDb (الإنجليزية)
- أندرياس دريسين على موقع مونزينجر (الألمانية)
- أندرياس دريسين على موقع قاعدة بيانات الأفلام العربية
- أندرياس دريسين على موقع ألو سيني (الفرنسية)
- أندرياس دريسين على موقع ميوزك برينز (الإنجليزية)
- أندرياس دريسين على موقع أول موفي (الإنجليزية)
- أندرياس دريسين على موقع قاعدة بيانات الأفلام السويدية (السويدية)
- أندرياس دريسين على موقع ديسكوغز (الإنجليزية)
- أندرياس دريسين على موقع قاعدة بيانات الفيلم (الإنجليزية)
- أندرياس دريسين على موقع كينوبويسك (الروسية)